# Hipponix antiquatus
Hipponix antiquatus är en snäckart som först beskrevs av Carl von Linné 1767.  Hipponix antiquatus ingår i släktet Hipponix och familjen Hipponicidae. Inga underarter finns listade i Catalogue of Life.